# Політ Леві
Політ Леві (названий на честь французького математика Поля Леві) — випадкове блукання, у якому довжини кроку мають розподіл Леві, тобто розподіл імовірностей з важким хвостом. Кроки виконуються в ізотропних випадкових напрямках.
Термін «політ Леві» запропонував Бенуа Мандельброт, який використовував його для одного конкретного визначення розподілу розмірів кроку. Він використовував термін політ Коші для випадку, коли розподіл розмірів кроку є розподілом Коші, і політ Релея для нормального розподілу розмірів кроку (який не є прикладом розподілу ймовірностей з важким хвостом).
Пізніше дослідники розширили використання терміна «політ Леві», включивши в нього випадки, коли випадкове блукання відбувається на дискретній сітці, а не в безперервному просторі.

Рис. 1. Приклад 1000 кроків польоту Леві в двох вимірах. Початок руху знаходиться в точці [0,0], кутовий напрямок розподілено рівномірно, а розмір кроку розподілений згідно з розподілом Леві (тобто стабільний) з α = 1 і β = 0. Зверніть увагу на наявність великих стрибків в місці розташування в порівнянні з броунівським рухом, показаним на рис. 2.

Рис. 2. Приклад тисячі кроків наближення до типу броунівського руху польоту Леві в двох вимірах. Початок руху знаходиться в точці [0, 0], кутовий напрямок розподілено рівномірно, а розмір кроку розподілений згідно з розподілом Леві (тобто стабільний) з α = 2 і β = 0 (тобто, нормальний розподіл).

## Інтернет-ресурси
- A comparison of the paintings of Jackson Pollock to a Lévy flight model [Архівовано 15 червня 2010 у Wayback Machine.]